# Ples v dežju (pesem)
»Ples v dežju« je pesem slovenske pevke Tatjane Mihelj,
s katero je zmagala na 40. festivalu Melodij morja in sonca.
Izšla je 10. julija 2021 v digitalni pretočni obliki pri založbi Seghos Music Production.
Glasbo zanjo so napisali Žiga Pirnat, Andraž Gliha in Željko Mladenović, besedilo Žiga Pirnat, orkestralno priredbo pa Žiga Pirnat in Željko Mladenović.
Hkrati je bila objavljena tudi na digitalni festivalski kompilaciji 40. Melodije morja in sonca, ki jo je izdala ZKP RTV Slovenija.
Tatjano Mihelj na uradnem studijskem posnetku pesmi spremlja madžarski orkester 
Budapest Art Orchestra (oziroma Budapest Scoring Symphonic Orchestra).

## Seznam posnetkov
| Št.             | Naslov          | Besedilo        | Glasba                             | Priredba                 | Dolžina |
| --------------- | --------------- | --------------- | ---------------------------------- | ------------------------ | ------- |
| 1.              | „Ples v dežju‟  | Ž. Pirnat       | Ž. Pirnat, A. Gliha, Ž. Mladenović | Ž. Pirnat, Ž. Mladenović | 3:34    |
| Skupna dolžina: | Skupna dolžina: | Skupna dolžina: | Skupna dolžina:                    | Skupna dolžina:          | 3:34    |

## Melodije morja in sonca 2021
Pesem je bila 10. julija 2021 na 40. festivalu Melodij morja in sonca nagrajena večkrat:
- Tatjana Mihelj je prejela veliko nagrado MMS 2021
- Žiga Pirnat, Andraž Gliha in Željko Mladenović so prejeli nagrado strokovne žirije za najboljšo glasbo
- Žiga Pirnat je prejel nagrado strokovne žirije za najboljše besedilo
- Tatjana Mihelj je prejela nagrado strokovne žirije za najboljšo izvedbo

Živite svoje sanje!— Tatjana Mihelj po zmagi na MMS, Radio Robin, 12. julija 2021.

## Odziv
Pesem »Ples v dežju« je bila »pesem tedna« Radia Koper.

## Videospot
Ena od denarnih nagrad za zmagovalno pesem na MMS, ki jo je prispevalo Turistično združenje Portorož, je bila namenjena tudi snemanju videospota zanjo.
Konec avgusta 2021 so ga snemali na Tartinijevem trgu in zvoniku župnijske cerkve sv. Jurija v Piranu, v Avditoriju Portorož, septembra pa še v parku Tivoli v Ljubljani.
V njem poleg pevke Tatjane Mihelj nastopata še plesalka Noemi Capuano in violončelistka Kim Kozlevčar.
Snemal je Andraž Gliha, režiser je bil Žiga Pirnat, za styling je skrbela Vesna Mirtelj, za masko pa Polona Slabe in Veselinka Miletič.

## Angleška verzija
»Dance in the Rain« je angleška različica pesmi, za katero je besedilo napisal Charlie Mason.
Izšla je na pevkinem albumu Cliché 20. januarja 2023.

## Italijanska verzija
»Profumo di pioggia« je italijanska različica pesmi, za katero je besedilo napisala Paola Rossato.
Izšla je na pevkinem albumu Cliché 20. januarja 2023.

## Instrumentalna verzija
Hkrati s tujejezičnima različicama je na pevkinem albumu Cliché 20. januarja 2023 izšla tudi instrumentalna verzija pesmi.